# タイドスプリング (給油艦・2代)
タイドスプリング（RFA Tidespring,A136）は、イギリス海軍補助艦隊の給油艦。タイド型給油艦の1番艦。その名を持つ艦としては初代タイド型給油艦5番艦（A75）以来2隻目。

## 艦歴
「タイドスプリング」は、タイド型給油艦1番艦として、2012年2月22日に韓国の大宇造船海洋に発注され、11月13日に命名された。
2014年12月22日に大宇造船海洋巨済造船所で起工し、2015年4月25日に進水、2016年3月29日から7月1日まで海上公試を実施。
2017年2月5日にイギリスへの回航のため韓国を出港、日本の横須賀港、アメリカ合衆国ハワイ州の真珠湾に寄港後、中米のパナマ運河を経由して大西洋に入り、3月31日にイギリス南西部のファルマスに到着した。8月31日、最終評価試験のためプリマスサウンドを出港し、10月6日にはヘリコプターの着艦試験、10月17日にジブラルタル寄港、11月13日に給油艦「ウェーブ・ナイト」、11月14日にフリゲート「サザランド」と洋上補給を実施、11月27日にポーツマス海軍基地でイギリス海軍補助艦隊に引き渡された。
2018年4月、スコットランド沖で実施された北大西洋条約機構（英: The North Atlantic Treaty Organization、略称：NATO）のジョイント・ウォーリア演習に参加、2020年にはバレンツ海でデンマーク海軍、ノルウェー海軍、アメリカ海軍との共同訓練に参加した。
2021年5月22日、クイーン・エリザベス空母打撃群構成艦としてポーツマス海軍基地を出港した。